# Scott Morrow (ishockeyspelare född 1969)
Scott Morrow, född 18 juni 1969, är en amerikansk före detta professionell ishockeyforward som tillbringade en säsong i den nordamerikanska ishockeyligan National Hockey League (NHL), där han spelade för Calgary Flames. Han producerade noll poäng (noll mål och noll assists) samt drog på sig noll utvisningsminuter på fyra grundspelsmatcher.
Han spelade också för Springfield Indians, Saint John Flames, Hershey Bears och Providence Bruins i American Hockey League (AHL); Cincinnati Cyclones och Manitoba Moose i International Hockey League (IHL), Augusta Lynx i ECHL samt New Hampshire Wildcats i National Collegiate Athletic Association (NCAA).
Morrow draftades av Hartford Whalers i femte rundan i 1988 års draft som 95:e spelare totalt.
Han är onkel till Scott Morrow.

## Statistik
| Källa: Utv = Utvisningsminuter | Källa: Utv = Utvisningsminuter | Källa: Utv = Utvisningsminuter |             | Grundserie  | Grundserie  | Grundserie  | Grundserie  | Grundserie  |             | Slutspel    | Slutspel    | Slutspel    | Slutspel    | Slutspel |
| Säsong                         | Lag                            | Liga                           | Matcher     | Mål         | Assist      | Poäng       | Utv         | Matcher     | Mål         | Assist      | Poäng       | Utv         |             |          |
| ------------------------------ | ------------------------------ | ------------------------------ | ----------- | ----------- | ----------- | ----------- | ----------- | ----------- | ----------- | ----------- | ----------- | ----------- | ----------- | -------- |
| 1987–1988                      | Northwood Huskies              |                                | 24          | 10          | 18          | 28          | 30          | —           | —           | —           | —           | —           |             |          |
| 1988–1989                      | New Hampshire Wildcats         | NCAA                           | 19          | 6           | 7           | 13          | 14          | —           | —           | —           | —           | —           |             |          |
| 1989–1990                      | New Hampshire Wildcats         | NCAA                           | 29          | 10          | 11          | 21          | 35          | —           | —           | —           | —           | —           |             |          |
| 1990–1991                      | New Hampshire Wildcats         | NCAA                           | 31          | 11          | 11          | 22          | 52          | —           | —           | —           | —           | —           |             |          |
| 1991–1992                      | New Hampshire Wildcats         | NCAA                           | 35          | 29          | 23          | 52          | 63          | —           | —           | —           | —           | —           |             |          |
|                                | Springfield Indians            | AHL                            | 2           | 0           | 1           | 1           | 0           | 5           | 0           | 0           | 0           | 9           |             |          |
| 1992–1993                      | Springfield Indians            | AHL                            | 70          | 22          | 29          | 51          | 80          | 15          | 6           | 9           | 15          | 21          |             |          |
| 1993–1994                      | Springfield Indians            | AHL                            | 30          | 12          | 15          | 27          | 28          | —           | —           | —           | —           | —           |             |          |
|                                | Saint John Flames              | AHL                            | 8           | 2           | 2           | 4           | 0           | 7           | 2           | 1           | 3           | 10          |             |          |
| 1994–1995                      | Calgary Flames                 | NHL                            | 4           | 0           | 0           | 0           | 0           | —           | —           | —           | —           | —           |             |          |
|                                | Saint John Flames              | AHL                            | 8           | 2           | 2           | 4           | 0           | 7           | 2           | 1           | 3           | 10          |             |          |
| 1995–1996                      | Hershey Bears                  | AHL                            | 79          | 48          | 45          | 93          | 114         | 5           | 2           | 2           | 4           | 6           |             |          |
| 1996–1997                      | Cincinnati Cyclones            | IHL                            | 67          | 14          | 23          | 37          | 50          | —           | —           | —           | —           | —           |             |          |
|                                | Providence Bruins              | AHL                            | 11          | 3           | 4           | 7           | 15          | 7           | 2           | 1           | 3           | 0           |             |          |
| 1997–1998                      | B.C. Icemen                    | UHL                            | 8           | 3           | 2           | 5           | 14          | —           | —           | —           | —           | —           |             |          |
|                                | Providence Bruins              | AHL                            | 5           | 1           | 4           | 5           | 7           | —           | —           | —           | —           | —           |             |          |
|                                | Cincinnati Cyclones            | IHL                            | 55          | 15          | 12          | 27          | 44          | 9           | 3           | 1           | 4           | 23          |             |          |
| 1998–1999                      | Cincinnati Cyclones            | IHL                            | 80          | 29          | 22          | 51          | 116         | 3           | 0           | 2           | 2           | 2           |             |          |
| 1999–2000                      | Spelade ej.                    | Spelade ej.                    | Spelade ej. | Spelade ej. | Spelade ej. | Spelade ej. | Spelade ej. | Spelade ej. | Spelade ej. | Spelade ej. | Spelade ej. | Spelade ej. | Spelade ej. |          |
| 2000–2001                      | Augusta Lynx                   | ECHL                           | 70          | 33          | 53          | 86          | 143         | 3           | 1           | 3           | 4           | 2           |             |          |
|                                | Providence Bruins              | IHL                            | 8           | 1           | 2           | 3           | 6           | 2           | 0           | 0           | 0           | 0           |             |          |
| 2001–2002                      | Augusta Lynx                   | ECHL                           | 71          | 28          | 46          | 74          | 130         | —           | —           | —           | —           | —           |             |          |
| NHL totalt                     | NHL totalt                     | NHL totalt                     | 4           | 0           | 0           | 0           | 0           | —           | —           | —           | —           | —           |             |          |
| AHL totalt                     | AHL totalt                     | AHL totalt                     | 269         | 106         | 121         | 227         | 349         | 44          | 14          | 13          | 27          | 50          |             |          |
| IHL totalt                     | IHL totalt                     | IHL totalt                     | 210         | 59          | 59          | 118         | 216         | 14          | 3           | 3           | 5           | 25          |             |          |
| ECHL totalt                    | ECHL totalt                    | ECHL totalt                    | 141         | 61          | 99          | 160         | 273         | 3           | 1           | 3           | 4           | 2           |             |          |
| NCAA totalt                    | NCAA totalt                    | NCAA totalt                    | 114         | 56          | 52          | 108         | 164         | —           | —           | —           | —           | —           |             |          |